# アレクサンドル・ゴルダス
アレクサンドル・ゴルダス（Alexandru Gordaș、1994年5月11日 - ）は、スーペルリーガ、CSディナモ・ブクレシュティに所属するラグビーユニオン選手。

## プロフィール
- ルーマニアイヴリー＝シュル＝セーヌ出身[1]。
- ポジションはプロップ(PR)。
- 身長 186cm、体重 120kg
- ルーマニア代表キャップは35（2025年2月現在）でラグビーワールドカップ2023のルーマニア代表に選ばれた[2]。

## 略歴
CSMブクレシュティ、ウスター・ウォリアーズ、CSMブクレシュティ、CSAステアウア・ブクレシュティ、CSMブクレシュティ、スタッド・ニソワを経て、2024年、CSディナモ・ブクレシュティに加入。